# Грэммер, Келси
Аллен Келси Грэммер (англ. Allen Kelsey Grammer; род. 21 февраля 1955, Шарлотта-Амалия, Виргинские Острова, США) — американский актёр, комик, телепродюсер и телережиссёр, певец.. Лауреат премий «Золотой глобус» (1996, 2001, 2012) и «Эмми» (1994, 1995, 1998, 2004, 2006). Широкую известность получил благодаря роли Фрейзера Крэйна в популярных комедийных телесериалах NBC «Весёлая компания» и «Фрейзер».
Также известен работами над фильмами «Убрать перископ» (1996), «Люди Икс: Последняя битва» (2006), где он исполнил роль мутанта Зверя, и «Трансформеры: Эпоха истребления» (2014). Кроме этого, Грэммер озвучил множество анимационных персонажей: Владимира в «Анастасии» (1997), старателя Пита «Вонючку» в «Истории игрушек 2» (1999) и Сайдшоу Боба в культовом мультсериале «Симпсоны» (начиная с эпизода Krusty Gets Busted 1990 года).
С 2011 по 2012 год исполнял главную роль мэра Чикаго Тома Кейна в драматическом телесериале «Босс».
Женат четыре раза, имеет семерых детей и одного внука.

## Карьера
Родился в 1955 году в Шарлотта-Амалии. Грэммер изучал драму в Джульярдской школе в течение двух лет, прежде чем бросить учебу и начать успешную сценическую карьеру. Актёрскую карьеру начал в 1981 году на Бродвее, где играл роли в «Макбете» и «Отелло». Первой телевизионной ролью Грэммера стала работа в мини-сериале «Кеннеди» в начале 1980-х. Однако широкую известность он приобрёл благодаря роли доктора Фрейзера Крэйна в ситкоме телеканала NBC «Весёлая компания». Более того, эта роль была настолько успешной, что был запущен спин-офф, посвящённый персонажу Грэммера, получивший название «Фрейзер» и транслировавшийся с 1993 по 2004 год.
Грэммер известен и как актёр озвучивания: его голос можно слышать в таких мультипликационных фильмах, как «Анастасия» и «История игрушек 2». С 1990 года его голосом говорит также Сайдшоу Боб из мультсериала «Симпсоны».
Грэммер 14 раз номинировался на премию «Эмми» и пять раз становился её обладателем: из них четырежды — за роль в сериале «Фрейзер» и один раз — лучшее озвучивание Сайдшоу Боба в «Симпсонах». Он является трёхкратным обладателем «Золотого глобуса» и дважды лауреатом Американской премии в области комедии. Свой третий «Золотой глобус» он получил в 2012 году как лучший драматический актёр телесериала за роль мэра Чикаго в «Боссе».

## Личная жизнь
Семью Грэммера преследовали трагические события. Так, в 1968 году перед своим домом был застрелен его отец, в 1975 году его сестра Карен стала жертвой известного убийцы Фредди Гленна.
Келси имеет семерых детей.
От первой жены Дорин Алдераман (в браке с 1982 по 1990 годы) — дочь Спенсер Грэммер (род. 1983), телеактриса.
Вне брака — дочь Кэндэйс Грир от Барри Букнер.
От третьей жены Камиль Донатаччи, бывшей модели «Playboy», — дочь Мэйсон Оливия (род. 2001) и сын Джуд Гордон (род. 2004); в браке пара состояла с августа 1997-го по 10 февраля 2011 года.
25 февраля 2011 года, сразу после завершения бракоразводного процесса, Грэммер женился в четвёртый раз на британке Кейт Уолш, которая младше его на 12 лет. У пары трое детей: дочь Фейт Эвангелина Элиас (англ. Faith Evangeline Elisa, родилась 13 июля 2012), сыновья Келси Габриэль Элиас (англ. Kelsey Gabriel Elias, родился 22 июля 2014) и Оден Джеймс Элиас (англ. Auden James Ellis, родился 14 сентября 2016).
Он является членом Республиканской партии. На президентских выборах 2008 года Грэммер изначально поддерживал кандидатуру бывшего мэра Нью-Йорка Рудольфа Джулиани, а позднее — Джона Маккейна.

## Избранная фильмография
| Год       |     | Русское название                            | Оригинальное название                    | Роль                               |
| --------- | --- | ------------------------------------------- | ---------------------------------------- | ---------------------------------- |
| 1984—1993 | с   | Чирс                                        | Cheers                                   | доктор Фрейзер Крэйн               |
| 1990—2024 | мс  | Симпсоны                                    | Simpsons                                 | Сайдшоу Боб                        |
| 1992      | ф   | Планета любви                               | Planet of Love                           | Питер                              |
| 1992      | с   | Звёздный путь: Следующее поколение          | Star Trek: The Next Generation           | капитан Батесон                    |
| 1993—2004 | с   | Фрейзер                                     | Frasier                                  | доктор Фрейзер Крэйн               |
| 1996      | ф   | Убрать перископ                             | Down Periscope                           | Томас Додж                         |
| 1997      | мф  | Анастасия                                   | Anastasia                                | Владимир                           |
| 1998      | ф   | Войны Пентагона                             | The Pentagon Wars                        | Maj. Gen. Partridge                |
| 1999      | мф  | История игрушек 2                           | Toy Story 2                              | старатель Пит Вонючка              |
| 2001      | ф   | 15 минут славы                              | 15 Minutes                               | Роберт Хокинс                      |
| 2003      | ф   | Большая пустота                             | The Big Empty                            | агент Бэнкс                        |
| 2003      | мс  | Грязный Гарри                               | Gary the Rat                             | Гэри «Крыс» Эндрюс                 |
| 2006      | ф   | Люди Икс: Последняя битва                   | X-Men: The Last Stand                    | доктор Генри «Хэнк» Маккой / Зверь |
| 2005      | ф   | Умник                                       | The Good Humor Man                       | Скибнесс                           |
| 2006      | ф   | Крупная ставка                              | Even Money                               | Брюннер                            |
| 2007—2008 | с   | Вернуться к вам                             | Back to You                              | Чак Дарлинг                        |
| 2007      | ки  | The Simpsons Game                           | The Simpsons Game                        | Сайдшоу Боб                        |
| 2008      | ф   | На трезвую голову                           | Swing Vote                               | Эндрю Бун                          |
| 2009      | ф   | Слава                                       | Fame                                     | Джоэл Крэнстон                     |
| 2009      | ф   | Сумасшедший на воле                         | Crazy on the Outside                     | Фрэнк                              |
| 2011      | ф   | Я не знаю, как она делает это               | I Don't Know How She Does It             | Кларк Купер                        |
| 2011—2012 | с   | Босс                                        | Boss                                     | мэр Том Кейн                       |
| 2013      | мф  | Оз: Возвращение в Изумрудный Город          | Legends of Oz: Dorothy's Return          | Железный дровосек                  |
| 2014      | ф   | Люди Икс: Дни минувшего будущего            | X-Men: Days of Future Past               | доктор Генри «Хэнк» Маккой / Зверь |
| 2014      | ф   | Трансформеры: Эпоха истребления             | Transformers: Age of Extinction          | Гарольд Аттинджер                  |
| 2014      | ф   | Достань меня, если сможешь                  | Reach Me                                 | Анджело Альдобрандини              |
| 2014      | ф   | Неудержимые 3                               | The Expendables 3                        | Бонапарт                           |
| 2016      | мф  | Аисты                                       | Storks                                   | охотник                            |
| 2016—2018 | мс  | Охотники на троллей: Истории Аркадии        | Trollhunters: Tales of Arcadia           | Блинки                             |
| 2017      | с   | Портеры                                     | Porters                                  | Мендель Долем                      |
| 2018      | ф   | 7 хранителей гробницы                       | Mi chao                                  | Мейсон                             |
| 2018      | ф   | Как отец                                    | Like Father                              | Харри                              |
| 2018—2019 | мс  | Трое с небес: Истории Аркадии               | 3Below: Tales of Arcadia                 | Блинки                             |
| 2019      | с   | Стрела                                      | Arrow                                    | рассказчик                         |
| 2019      | с   | Доказанная невиновность                     | Proven Innocent                          | Гор Беллоуз                        |
| 2019      | мс  | Ты не монстр                                | You're Not a Monster                     | Джон Сьюард                        |
| 2019      | ф   | Хозяин                                      | Grand Isle                               | детектив Джонс                     |
| 2020      | с   | Второй шанс Кэрол                           | Carol' Second Act                        | Ричард Кенни                       |
| 2020      | ф   | Денежный самолёт                            | Money Plane                              | Дариус «Грохот» Гроуч              |
| 2020      | мс  | Волшебники: Истории Аркадии                 | Wizards: Tales of Arcadia                | Блинки                             |
| 2021      | ф   | То, что между нами                          | The Space Between                        | Микки Адамс                        |
| 2021      | ф   | Цена ошибки                                 | The God Committee                        | доктор Андре Боксер                |
| 2021      | с   | Плохой доктор                               | Dr. Death                                | доктор Джеффри Скадден             |
| 2021      | мф  | Охотники на троллей: Восстание титанов      | Trollhunters: Rise of the Titans         | Блинки                             |
| 2021      | ф   | Очаровывая мужские сердца                   | Charming the Hearts of Men               | конгрессмен                        |
| 2021      | мс  | Призрак и Молли Макги                       | The Ghost and Molly McGee                | Авраам Линкольн                    |
| 2021      | ф   | Дед Мороз вернулся                          | Father Christmas is Back                 | Джеймс Кристмас                    |
| 2021      | с   | Игра                                        | The Game                                 | рассказчик                         |
| 2021      | ф   | Мисс Уиллоби и книжная лавка с привидениями | Miss Willoughby and the Haunted Bookshop | Роберт Виндзор                     |
| 2022      | ф   | Завышенные ожидания                         | High Expectations                        | Тренер Дэвис                       |
| 2022      | с   | Цветы на чердаке: Начало                    | Flowers in the Attic: The Origin         | Гарланд Фоксуорт                   |
| 2022      | ф   | Рождество в раю                             | Christmas in Paradise                    | Джеймс Кристмас                    |
| 2022      | ф   | Двенадцать канунов Рождества                | The 12 Days of Christmas Eve             | Брайан Конуэй                      |
| 2023      | ф   | Революция Иисуса                            | Jesus Revolution                         | Чак Смит                           |
| 2023      | ф   | Офисные бега                                | Office Race                              | Коуч Б                             |
| 2023—2025 | с   | Фрейзер                                     | Frasier                                  | доктор Фрейзер Крэйн               |
| 2023      | ф   | Капитан Марвел 2                            | The Marvels                              | Генри «Хэнк» Маккой / Зверь        |
| 2024      | ф   | Крайне опасен                               | Wanted Man                               | Бриннер                            |
| 2024      | ф   | Убийственная компания                       | Murder Company                           | Хаскел                             |
| 2024      | кор | Самое чудесное время года                   | The Most Wonderful Time of the Year      | Сайдшоу Боб                        |
| 2025      | ф   | Жаль, что тебя здесь нет                    | Wish You Were Here                       | отец                               |
| 2025      | с   | Бумажная империя                            | Paper Empire                             | Оливер Лондон                      |
| 2026      | ф   | Мстители: Судный день                       | Avengers: Doomsday                       | Генри «Хэнк» Маккой / Зверь        |